# ロリ・ガスカ
ロリ・ガスカ（Roli Gasca、 1989年6月8日 - ）は、フィリピンのプロボクサー。元PABAバンタム級スーパー王者。第39代OPBF東洋太平洋スーパーバンタム級王者。セブ州セブ市出身。大阪帝拳ボクシングジム所属

## 来歴
2007年8月25日、セブ州バンタヤンでアルバート・ビラカンパと対戦し、2-1の判定勝ちを収めた。
2008年11月15日、セブ州マンダウエでオルラン・エンリケスと対戦し、プロ初のKO勝ちとなる4回1分44秒TKO勝ちを収めた。
2010年1月6日、タオ島でセンムアンルーイ・ゴーキャットジムと対戦し、3-0の判定勝ちを収めた。
2010年2月5日、ケソンのサン・フランシスコ・デル・モンテでアルバート・アルコイと対戦し、プロ初黒星となる10回1-2（94-95、93-96、95-94）の判定負けを喫した。
2010年11月12日、ブリーラム県ラムプライマッ郡のノンガオカー寺内特設会場でPABAバンタム級スーパー王者タプティムデーン・シッルアンポープンと対戦し、6回TKO勝ちを収め王座獲得に成功した。
2011年8月7日、あいおいホールでOPBF東洋太平洋スーパーバンタム級王者大橋弘政と対戦し、10回2-0（115-115、2者が116-112）の判定勝ちを収め王座獲得に成功した。
2011年11月3日、神戸サンボーホールでOPBF東洋太平洋スーパーバンタム級15位の小國以載と対戦し、12回0-3（109-119、111-116、111-115）の判定負けを喫し王座の初防衛に失敗、陥落した。
2012年3月18日、ダバオでアル・グルモと対戦し、5回1分25秒TKO勝ちを収めた。
2012年9月18日、モスクワのワルシャフカ・スカイでサーシャ・バクティンとIBO世界スーパーバンタム級王座決定戦を行い、12回0-3（110-119、111-118、110-118）の判定負けを喫し王座獲得に失敗した。
2012年11月18日、神戸サンボーホールでOPBF東洋太平洋スーパーバンタム級王者小國以載と1年ぶりに対戦し、12回1-2（112-116、114-116、114-113）の判定負けを喫し王座獲得に失敗した。
2013年4月6日、後楽園ホールで元WBA世界スーパーバンタム級王者下田昭文と対戦し、10回0-1（94-97、96-96、95-95）の判定で引き分けた。
2014年8月4日、ハウテン州ケンプトン・パークのエンペラーズ・パレスでIBO世界スーパーバンタム級王者ターボ・ソンジカと対戦する予定だったが、ソンジカが計量失格により王座を剥奪された。ガスカか勝てば王座交代、ソンジカが勝てば空位の条件で行われ0-3の判定負けを喫し王座獲得に失敗した。
2014年12月15日、東ケープ州イースト・ロンドンのオリエント・シアターでIBO世界フェザー級王者ルサンダ・コマニシと対戦し、12回1-2（113-115、112-116、116-112）の判定負けを喫し王座獲得に失敗した。
2019年4月より大阪帝拳ボクシングジムに所属している。
2019年7月20日、刈谷市あいおいホールで移籍初戦として元日本スーパーバンタム級ユース王者で日本同級13位の水野拓哉と対戦し、8回0-2（75-77×2、76-76）で判定負けを喫した。
2021年12月16日、メルパルクホール大阪で、日本S･フェザー級6位の力石政法と対戦し、4回終了TKO負けした。

## 獲得タイトル
- PABAバンタム級スーパー王座（防衛0）
- 第39代OPBF東洋太平洋スーパーバンタム級（防衛0）